# Petersdorf II
Petersdorf II  är en ort i Österrike. Den ligger i kommunen Sankt Marein bei Graz i distriket Graz-Umgebung i förbundslandet Steiermark, 140 kilometer sydväst om huvudstaden Wien. Orten var till och med 2014 en egen kommun och låg i distriktet Südoststeiermark. Ortens namn beror på att man ville undvika förväxling med en ort i samma distrikt med samma namn, Petersdorf I, som ligger i den nuvarande kommunen Fehring.